# Karditsa (unità periferica)
Karditsa (in greco Περιφερειακή ενότητα Καρδίτσας?) è una delle cinque unità periferiche della Tessaglia, una delle tredici periferie (in greco: περιφέρειες, perifereies - regione amministrativa) della Grecia. Il capoluogo è la città di Karditsa.

## Geografia fisica
Il territorio è pianeggiante nelle parti centrale ed orientali mentre è montuoso in quelle occidentali e meridionali, dominate dai contrafforti della catena centrale del Pindo.
Il principale fiume è il Pinio che attraversa tutta la Tessaglia.

### Prefettura
L'unità periferica di Karditsa è stata costituita nel 2011, anno dell'entrata in vigore della riforma amministrativa detta piano Kallikratis ed ha sostituito la prefettura di Karditsa (in greco Νομός Καρδίτσας?) che era una delle quattro prefetture della Tessaglia. La riforma amministrativa ha anche modificato la struttura dei comuni che ora si presenta come nella seguente tabella:
| N. (mappa) | Nuovo comune    | Vecchio comune               | Sede       |
| ---------- | --------------- | ---------------------------- | ---------- |
| 1          | Karditsa        | Karditsa                     | Karditsa   |
| 1          | Karditsa        | Itamos                       | Karditsa   |
| 1          | Karditsa        | Kallifono                    | Karditsa   |
| 1          | Karditsa        | Kampos                       | Karditsa   |
| 1          | Karditsa        | Mitropoli                    | Karditsa   |
| 2          | Argithea        | Argithea                     | Anthiro    |
| 2          | Argithea        | Athamanes/Anatoliki Argithea | Anthiro    |
| 2          | Argithea        | Acheloos                     | Anthiro    |
| 3          | Limni Plastiras | Plastiras                    | Morfovouni |
| 3          | Limni Plastiras | Nevropoli Agrafon            | Morfovouni |
| 4          | Mouzaki         | Mouzaki                      | Mouzaki    |
| 4          | Mouzaki         | Ithomi                       | Mouzaki    |
| 4          | Mouzaki         | Pamisos                      | Mouzaki    |
| 5          | Palamas         | Palamas                      | Palamas    |
| 5          | Palamas         | Sellana                      | Palamas    |
| 5          | Palamas         | Fyllo                        | Palamas    |
| 6          | Sofades         | Sofades                      | Sofades    |
| 6          | Sofades         | Arni                         | Sofades    |
| 6          | Sofades         | Menelaida                    | Sofades    |
| 6          | Sofades         | Rentina                      | Sofades    |
| 6          | Sofades         | Tamasio                      | Sofades    |

## Karditsa: Il contrasto di Agrafa
Le aree principali della prefettura sono: Karditsa, lago Plastiras, Kastania, Mavrommati, Morfovouni, Palamas.
La prefettura di Karditsa è la più piccola delle 4 prefetture della Tessaglia. È un luogo dai contrasti intensi, che unisce la maestosa catena montuosa dell’Agrafa a ovest con la vasta pianura tessale a est.
La posizione della prefettura al centro della Grecia continentale, ne fece un crocevia di popoli e civiltà, che hanno lasciato le loro impronte sul territorio. La prefettura di Karditsa è l’ideale per quelli di noi che evitano la folla e il turismo organizzato e cercano luoghi belli e inaspettati per godersi una vacanza tranquilla.

## Attrazioni e area circostante di Karditsa
Il lago di Plastiras è l’ornamento della catena montuosa di Agrafa. Offre un ambiente emozionante e magico abbracciato da alte e verdeggianti montagne. La zona è considerata un “paradiso” per gli amanti della natura, offrendo molti tipi di turismo alternativo, tra cui l’escursionismo, la pesca, le passeggiate nei boschi, il nuoto e la caccia. Senza dubbio questa esperienza unica soddisferà ogni visitatore.
La sede della prefettura, la città di Karditsa, è costruita sulle rive di un affluente del fiume Pinios ed è un importante centro amministrativo, finanziario e culturale con una vivace vita commerciale.
Le ampie piazze, le strade pedonali, le piccole pinete e le varie specie di piante tra edifici vecchi e nuovi, offrono un’atmosfera e un’immagine uniche alla città.
Impressionanti le arcate su un lato della grande piazza. Il grande Parco di Pafsilipo con la sua vegetazione verdeggiante è il polmone della città. In questo parco ci sono alberi alti, piscine con pesci rossi, pavoni impressionanti e un parco giochi per bambini.
Visita la chiesa metropolitana di Agios Konstantinos (San Costantino) e la chiesa di Zoodochos Pigi (Fontana della vita) con il bellissimo coro scolpito nel legno, entrambe costruite nel XIX secolo, nonché l’importante collezione del Folk art club “Karagouna” con costumi tradizionali locali e gioielli e ricami tradizionali.
Altre aree della prefettura con punti di interesse e siti archeologici sono: Kanalia, Messenikolas, Neraida, Rentina, Sofades.
Karditsa è famosa per il suo “tsipouro” (bevanda alcolica distillata). Non perdere l’occasione di assaggiare lo tsipouro locale in uno dei piccoli negozi della città.

## Precedente suddivisione amministrativa
Dal 1997, con l'attuazione della riforma Kapodistrias, e fino al 2011 la prefettura di Karditsa era suddivisa in venti comuni e una comunità.
| comuni            | codice YPES | capoluogo (se diverso) | codice postale | prefisso tel.   |
| ----------------- | ----------- | ---------------------- | -------------- | --------------- |
| Acheloos          | 2404        | Vragkiana              | 430 66         | 24450-31        |
| Argithea          | 2402        | Anthiro                | 430 65         | 24450-31        |
| Arni              | 2403        | Mataragka              | 433 00         | 24430-41        |
| Fyllo             | 2421        | Itea                   | 430 62         | 24440-31        |
| Itamos            | 2406        | Kallithiro             | 431 00         | 24410-81        |
| Ithomi            | 2405        | Fanari                 | 430 64         | 24410-39        |
| Kallifono         | 2407        |                        | 431 00         | 24410-88        |
| Kampos            | 2408        | Stavros                | 431 00         | 24410           |
| Karditsa          | 2409        |                        | 431 00         | da 24410-2 a -7 |
| Menelaida         | 2410        | Kedros                 | 433 00         | 24430-51        |
| Mitropoli         | 2411        |                        | 431 00         | 24410-55        |
| Mouzaki           | 2412        |                        | 430 60         | 24450-4         |
| Nevropoli Agrafon | 2413        | Pezoula                | 430 60         | 24410-92        |
| Palamas           | 2414        |                        | 432 00         | 24440-2         |
| Pamisos           | 2415        | Agnantero              | 430 61         | 24410-8         |
| Plastiras         | 2416        | Morfovouni             | 430 67         | 24410-95        |
| Rentina           | 2417        |                        | 430 68         | 24430-71        |
| Sellana           | 2418        | Proastio               | 430 70         | 24410-5         |
| Sofades           | 2419        |                        | 433 00         | 24430-2         |
| Tamasio           | 2420        | Leontari               | 430 63         | 24430-31        |
| comunità          | codice YPES | capoluogo (se diverso) | codice postale | prefisso tel.   |
| Athamanes         | 2401        | Petrilo                | 430 69         | 24450-31        |